# 炎炎消防隊
《炎炎消防隊》是日本漫畫家大久保篤繪畫的少年漫畫作品，於《週刊少年Magazine》2015年43號開始連載，至2022年13號連載結束。截至2022年5月，漫畫的世界發行量已超過2000萬冊。
第1期電視動畫於2019年7月開播，在播出第1期最終話後宣布製作第2期動畫，並於2020年7月開播。2022年5月17日宣布第3期動畫製作確定同時宣布製作手機遊戲《炎炎消防隊 炎舞之章》，2024年7月5日公佈第3期主視覺並確定將分割兩季播出。

## 故事簡介

### 設定
故事開始的250年前，世界各地的某些地方噴出火焰，導致陸地四分五裂，也使得許多國家消失、大量生物滅絕，文化发展有些许倒退。部分國家的遺民進入仍然完好的東京皇國生活。受到移民影響，多數人開始將姓和名倒過來稱呼，而原國主義者則排斥這種變化並盡可能維持原有傳統，因此雙方多有衝突。而250年的災難更被後世稱為「大災害」。
在政教合一、信仰「聖陽教」的東京皇國，部分人類受到原因不明的人體自燃影響而變成「焰人」，第一世代的焰人受其所苦。人類發展到第二世代後，具有操縱火焰的能力，但不能從無生有地釋放火焰。第三世代則具釋放火焰並操控之的能力；不過無法控制不是由自己釋放的火焰，且若用盡體內氧氣會陷入暈眩甚至罹患「灰病」。第四世代則是有擁有安德拉爆炎這種火焰的人。為了對抗焰人造成的災難，皇國組成了特殊消防隊與焰人作戰並進行鎮魂，原本的消防廳、聖陽教教會、東京軍隊以及專門供給消防裝備的巨型企業「灰島重工」分別建立了首六隊，而第七及第八隊屬於獨立於該四個陣營以外而建立的。「安德拉」是被稱為地獄的異世界，聖陽教會和灰島重工利用創造了這顆星球的聖火「安德拉爆炎」為動力，合建火力發電廠「天照」供給更多能源，成為皇國發展的中樞。

### 劇情大綱
太陽曆198年，可以從腳噴出火焰、因而獲得外號「惡魔的足跡」的少年森羅日下部加入第八特殊消防隊，他的目標是實現小時候的夢想──成為英雄，同時他找出12年前燒死母親與弟弟的神秘火災的原因。
第八隊從第五隊取得的研究資料得知，有人暗中以蟲為媒介製造焰人，森羅在潛入第一隊調查期間，得知始作俑者被稱為「傳道者」，他與其旗下身穿白衣的成員(烈火星宮)交戰後，得知自己具有安德拉爆炎，也得知傳道者的目的。傳道者的目標是透過將人變成焰人，藉此尋找具有安德拉爆炎的人，在全世界點燃火焰。傳道者一事驚動皇國中央，皇王下令討伐傳道者，JOKER則透露森羅的弟弟象不但仍然在世，更成為傳道者麾下白衣人組織「灰焰騎士團」的團長。
第八隊在一次搜查行動後與第七隊結成同盟，在拉攏新成員伏爾甘入隊時，與沒能達成相同目的、轉而謀害伏爾甘的第三隊交戰，森羅在該次戰鬥中被象瞬間擊敗，該次戰鬥也揭示了第三隊長是白衣人的同夥。後來森羅接受第七隊的指導並開發出必殺技，和第八隊主動向灰焰騎士團出擊，雙方人馬捉對廝殺，森羅再度與象交戰，他在對戰中逐漸掌握「安德拉連結」的能力，不但得以與象抗衡，兩人的記憶更因此連結，讓象取回記憶，但森羅最終仍重傷落敗。他被送往第六隊接受醫治，並在痊癒後聽聞了12年前自家火災的真相。
為了理解何謂安德拉連結，森羅到第四隊進行調查，期間受到「第一柱」以安德拉連結煽動並失控，卻也得知傳道者的目的集結具有安德拉爆炎的八個「柱」，為了調查柱，森羅等人組成調查隊前往中華半島，在當地發現另一座天照，並得知天照的動力源是柱，而傳道者的目的是湊齊八柱啟動天照引發大災害。JOKER透過調查發現初代皇王、聖陽教的創立者可能是由白衣人(約拿)假冒，藉此操控民眾思想。由於事涉機密，這些調查成果沒有對平民公布。
第八隊將調查對象轉為與聖陽教共建天照的灰島重工，期間雙方為了爭奪被灰島當成實驗對象第六柱(烈火當初的實驗對象並對他造成心理陰影)而大打出手，白衣人加入後更演變成三方混戰，在第八隊和灰島重工擊退白衣人後，他們得知灰島的目的是得到另一個柱作為天照的備用能源，雖然灰島的社長表示犧牲第一柱是維持國家運作的必要之惡，而他也願意協助開發不需要犧牲性命的發電機。
第二隊和第八隊調查白衣人的地下根據地，遭遇傳導者麾下的另一支紫煙騎士團伏擊，在擊退對方後得知被安德拉之火燒傷的人也能觸發安德拉連結。白衣人開始追殺見過安德拉的人，在第四隊長遇襲身亡後，消防隊、教會和軍隊團結起來對抗白衣人，但白衣人已入侵皇國中樞，將第八隊長以莫須有罪名逮捕。第八隊為了救回櫻備，不惜成為叛賊前往府中大監獄，在那裡遇見殺害第四隊長的屠殺者並與其對戰。正陷入危機時受到第七隊大隊長紅丸的援助而逃至淺草，森羅也被冠上殺害第一隊大隊長班茲的罪名。

## 登場角色

### 特殊消防隊
有別於一般消防隊，比起火災救治主要以焰人討伐為主，被一般消防隊稱為藍帶。

#### 第8特殊消防隊
由消防廳一部分可以信賴的成員推舉櫻備為大隊長而強行成立的組織，為調查也許有所隱瞞的第一到第七隊的情況追尋真相。
森羅日下部（Shinra Kusakabe）
配音：梶原岳人／坂本真綾〈童年時期〉（日本）；鍾少庭／李明幸〈童年時期〉（台灣）
本作品主角。第8特殊消防隊的二等消防員〈惡魔/英雄〉。17歲，身高173公分，生日10月29日。
一緊張臉就會不受控的微笑，也因為這樣在學校被稱為「惡魔」。夢想是履行和母親的約定成為「英雄」，並且發誓要將弟弟「象」奪回來。被灰焰騎士團稱「第四柱」，試圖掠奪。
第三世代能力者，同時也是第四柱。擁有「安德拉爆炎」和「安德拉連結」，能從腳部噴發出火焰，用以進行高速移動，甚至還能飛行。接受第七大隊長紅丸傳授原國武術手勢「虎挫」進而產生必殺技「兔子」，提升腳部力量，進而控制火焰集中。受加持時，速度超越光速令身體粒子化並暫時死亡，再度加速時令身體時光回溯至粒子化前，利希特提到若在中途達到起火極限將會直接死亡。
亞瑟·波義耳（Arthur Boyle）
配音：小林裕介／寺崎裕香〈童年時期〉（日本）；鈕凱暘／傅暐霖〈童年時期〉（台灣）
第8特殊消防隊的二等消防員〈騎士〉。17歲，身高174公分，生日7月10日。
本人是一個單純的笨蛋，但是在戰鬥方面異常強悍。能力受自身想像影響，必須滿足他對騎士的想像（模仿真正的騎士），真實世界中表情越呆滯，表示想像越成功，發揮的力量也更強，必杀技为“紫电一闪”。兒時父母因負債而拋下他人間蒸發，在自己心中將自己幻想成「騎士王」是因為被父母人間蒸發前所留下的字條內容所影響。
第三世代能力者，將無刀刃的劍柄以火焰等離子態成超高溫超高密度的利刃為武器。在與屠殺者DRAGON的戰鬥中身負重傷，武器王者之劍也被毀，後伏爾甘為其打造一把新的王者之劍。於第二次與DRAGON戰鬥時成功打敗對方且重傷。
秋樽櫻備（Akitaru Obi）
配音：中井和哉（日本）；林谷珍（台灣）
第8特殊消防隊大隊長〈盾〉。31歲，身高189公分，生日3月27日。
在第8隊中如同大家長般的存在，富有正义感。注重焰人镇魂事宜，要求第8特殊消防隊員不在公開場合顯露武器，以示对逝者家属的尊重。
在消防員時期，曾被授予兩次勳章而後兩次被剝奪，剝奪理由是違反命令優先救助人命；在一次救火任务中与路过的火绳相识，并首次联合为焰人镇魂，并不满其它特殊消防队在处理事项中不顾生命的行为。此后下定决心成立第8队，在救人镇魂的同时也在暗中调查前七支消防队的秘密。
無能力者，熱愛鍛鍊肌肉，但卻有能自由使用火場能力的怪力。其強大的肌肉在面對焰蟲時，發力可阻止焰蟲注入，持續一段時間。
武久火繩（Takehisa Hinawa）
配音：鈴村健一（日本）；鄒韋（台灣）
第8特殊消防隊中隊長〈槍手〉。28歲，身高180公分，生日9月23日。
前軍人、皇國軍中士。辦事效率高且擅長廚藝。生氣時很恐怖。服飾品味有點差，常戴着写有奇怪标语的鸭舌帽。當初推薦茉希加入第8隊的人。
第二世代能力者，擅長於精密操作。絕技為「彈道操縱」，可以操控子彈所產生的火花改變方向，也能改變手槍火藥威力。必殺技「彈速失控」，將子彈速度發揮到極致，產生極高殺傷力。
茉希尾瀨（Maki Oze）
配音：上條沙惠子（日本）；李明幸（台灣）
第8特殊消防隊小隊長〈魔女〉。19歲，身高167公分，生日9月16日。
原軍人、皇國軍二等兵（有練出腹肌），常將別人對自己的貶義詞彙聽成「獨眼大猩猩巨人」。平常是個冰山美人，但腦袋總想着可愛或者童话类的東西，而評價為九成的完美和一成的遺憾。佩戴的消防帽与队友不同，类似巫师帽。
第二世代能力者，能控制火焰以及將火焰「可愛化」形成一種可愛的火球型生物，取名為「噗斯噗斯」（配音：小見川千明（日本）；李明幸（台灣））和「烈焰烈焰」（配音：小見川千明（日本）；傅暐霖（台灣）），並將其應用於自身配備武器「鐵梟」。其可操控火焰的總量和範圍屬頂尖，在地下實驗設施調查時，皆因其協助才得拯救其他倖存者。
愛麗絲（Iris）
配音：M·A·O（日本）；傅暐霖（台灣）
第8特殊消防隊所屬，聖陽教會出身的修女〈聖職者〉。16歲，身高154公分，生日4月10日。
第五大隊大隊長火華的義妹，待人和藹，且外貌可愛，為人坦率能直面自我慾望更因此讓第8隊人人心情開朗，是隊裡的精神綠洲。
本身雖無戰鬥能力，但因為消防官在鎮魂焰人時須要禱告（自我要求），所以修女在每次任務中都是必須的角色。
從炭隶修女口中可以得知她的真實身份其實是第一柱的分身，實際上也是第三世代能力者，所以才從當年的教堂事件中倖存。由於發火能力弱到幾乎無法顯現，所以長久以來才被認為是無能力者，但因大災害的「柱」的升起導致第二、三世代能力者的火力增強，從原本無法發火變為可以生出一點火焰。在森羅與焰之巨人拉夫魯斯一世戰鬥時覺醒安德拉爆焰，成為「第八柱」，能力為展開抵擋火焰的屏障。
環古達（Tamaki Kotatsu）
配音：悠木碧（日本）；傅暐霖（台灣）
第8特殊消防隊所屬的二等消防員〈貓又（猫妖）〉，原第1特殊消防隊，也曾經受過修女訓練，故在愛麗絲缺席時也能充當修女一職。17歲，身高156公分，生日2月22日。
擁有「容易意外被吃豆腐」的體質（无意中会掉衣服走光或与其它人有身体接触等），身着火服时常敞开并露出黑色比基尼泳衣。個性相對隨波逐流，沒有自己的主見，從成為修女到當消防官都是受周遭影響，但加入第8隊之後逐漸懂得本於自我意識下決定。故事初期因崇拜烈火中隊長，在不知情的情形下協助他製造「人造焰人」，險被當成代罪羔羊而差點被殺死，後來被森羅解救。因為烈火事件而得到處分暫時退出第一，反省期間由第八管理。之後對森羅產生微妙的情感。
第三世代能力者，能將火焰如同貓尾般由身後延展操控，同時擁有很高的耐火能力。在第7消防隊接受日向和日影的鬼抓人修煉後，能力得以提升可以火焰覆蓋全身。
維克多·利希特（Viktor Licht）
配音：阪口大助（日本）；鈕凱暘〈僅第1季第3集〉→鍾少庭（台灣）
第8特殊消防隊科學搜查官。23歲，身高187公分，生日3月14日。常被人嘲笑跑動的樣子的很怪，所以不喜歡跑步。
起始是灰島重工強行安插的間諜，目的是監視森羅。跳級進入東京皇國大學，並以第一名的成績畢業，不久後就任為灰島重工的應用起火科學研究所研究主任。與Joker相關，兩人自稱黑暗英雄，身為科學家而想找出答案，本身不站在任何一邊，只想滿足好奇心，但蠻喜歡第8隊的氣氛。
伏爾甘·喬瑟夫（Vulcan Joseph）
配音：八代拓（日本）；鄒韋（台灣）
第8特殊消防隊機關人員。18歲，身高178公分，生日4月18日。
技藝高超，祖輩是打造天照的家族，是個名符其實的火焰和鍛造之神，不過喜愛骷髏的品味稍微讓人難以理解，會將自己做完的作品用力敲敲打打并踢開（測試性能）。夢想是製造出能讓全世界都能再生的超越「天照」的能量源，讓滅絕的動物在世界上復活。
灰島重工以及其他特殊消防隊都曾想挖角但都被拒絕，原因與父親爺爺變成焰人有關，因此得罪了灰島重工而被壟斷材料，也深受第3队大队长Dr.喬凡尼的迫害甚至差点被杀，是其最痛恨的消防官。最后因第8隊的恩惠和遊說而加入。
菲拉（Feeler）
配音：朝井彩加（日本）；傅暐霖（台灣）
原「灰焰騎士團」從騎士，假名「麗莎漁邊」（Lisa Isaribe）。
因由焰人引起的火災失去父母，差點進修道院，被Dr.喬凡尼扶養、教導控制火焰、並接近伏爾甘，在伏爾甘的廢料場休息時被他收留。儘管很想到伏爾甘身邊，但受到Dr.喬凡尼的洗腦無法輕易離開。地下一戰後被第八收留，平時精神正常，但只要一想做出違反傳導者的舉動就會導致精神嚴重衰落。逐漸康復後感念大隊長的收留，在其身陷囹圄時跟隨第八一起進行救援行動，事後作為幫手留在第八之中。
曾是無能力者，但受到蟲而覺醒，能力為「漁之火」，操控像章魚腳並帶有磁力的火焰。

#### 第1特殊消防隊
以力量強大的教會出身的隊員為中心組成的隊伍。
李奧納多·班茲（Leonard Burns）
配音：楠大典／日向未南〈青年時期〉（日本）；林谷珍（台灣）
第1特殊消防隊大隊長。50歲，身高186公分，生日8月10日。
第三世代能力者，在體內燃燒火焰，產生出熱能在體內循環成動力。右眼帶著眼罩的男子，右眼曾因安德拉連結看到地獄而燒焦。
在十二年前救出森羅並隱瞞了他當時的事。以前負責聖陽教表裡體制溝通的工作時認識Joker。在傳道者滲透皇國中樞後投靠傳道者，並與前去救援櫻備的森羅對戰，最後落敗，隨即被鬼「分身」刺穿胸膛而死。
卡力姆·福拉姆（Karim Flam）
配音：興津和幸（日本）；鄒韋（台灣）
第1特殊消防隊中隊長·神父。22歲，身高178.5公分，體重73公斤，生日12月12日。
通稱獨一無二的冰使。
喜歡冷麵、冰冷的飲品，討厭辛辣的食物。
第二世代能力者，能力「熱音響冷卻」，本身能力將熱量轉換成聲音，再使用裝備將聲音轉換成冰，冰封對手。
在發現烈火的舉動並阻止，並協助第八進行內部調查、追蹤傳道者。
火炎·李（Huo Yan Li）
配音：日野聰（日本）；鍾少庭（台灣）
原第1特殊消防隊中隊長·神父。在發現烈火的逝去，推開卡力姆而被亞羅的弓箭貫穿右臂斷裂。
班茲死後繼任第1隊大隊長。
歐梁果（Onyango，台灣Animax譯名：奧揚戈）
配音：寶龜克壽（日本）；鈕凱暘（台灣）
第1特殊消防隊中隊長·神父。原本退役但是受到班茲邀請而回歸。
烈火星宮
原第1特殊消防隊中隊長·神父，參照「烈火星宮」。
環古達
原第1特殊消防隊隊員後來去第8特殊消防隊，參照「環古達」。

#### 第2特殊消防隊
東京軍隊直屬組織，可以說是軍隊色彩強烈的消防隊。
（Gustav Honda）
配音：土師孝也（日本）；鄒韋（台灣）
第2特殊消防大隊長。46歲，身高165公分，生日11月3日。
第三世代能力者，從頭頂冒出火焰增加頭槌威力。禿頭壯漢，隊員們常流傳是本田大隊長的頭先禿，還是他的頭先燒起來。
在地下共同調查作戰時，接續第8特殊消防隊大隊長後，秒殺了一位紫煙騎士團(無掛名)成員。
武能登（Takeru Noto）
配音：小西克幸（日本）；鄒韋（台灣）
第2特殊消防隊員。18歲，身高203公分，生日5月30日。
第三世代能力者，人称「破壞兵器」。能力為以火焰凝聚各種子彈與炮彈，但卻很怕火焰。穿上防火服時，大部分攻擊只能貫穿其隊服而無法對其造成傷害且能再生，各隊員無人明白其原理，本人則聲稱只是衣服穿得很厚。
出生於中華半島，因為老家專門種植馬鈴薯，一旦講到有關馬鈴薯的事就會侃侃而谈。對環有好感。在地下實驗設施共同調查作戰時，在亚门小队长被大蛇杀死后，為保護環而一洗以往頹氣無視自身傷害，最后以必杀技“破坏执行”成功击杀大蛇，但身受重伤，右手與左腳被斬斷，後裝上配合自身能力的義肢進行戰鬥。
亞門彈木（Hajiki）
配音：鳥海浩輔（日本）；鍾少庭（台灣）
第2特殊消防隊小隊長，一等消防官。能力為「熱源感應器」，可以看到物體放出的熱量。在5年前的新人大會中獲選為最優秀新人隊員。
在地下實驗設施共同調查作戰時屬於影梨中隊，最終被大蛇瞬间削下半顆頭顱死亡，並被律的能力變成殭屍。
田口
配音：真木駿一（日本）；鈕凱暘（台灣）
第2特殊消防隊小隊長。
綾部（Ayabe）
配音：佐久間元輝（日本）；鈕凱暘（台灣）
第2特殊消防隊中隊長。在地下實驗設施共同調查作戰提議將第8隊打散到第2各個中隊中。
蛇尾（Dabi）
配音：前田弘喜（日本）；鄒韋（台灣）
第2特殊消防隊中隊長。在地下實驗設施共同調查作戰與第8隊的森羅同組，其中隊幾乎全滅。
赫克拉（Heckler）
配音：木村隼人（日本）；林谷珍（台灣）
第2特殊消防隊中隊長。在地下實驗設施共同調查作戰與第8隊的亞瑟同組，在進入地下前自己的中隊被亞瑟指揮，後依照森羅給的建議書敷衍他並使他聽話，其中隊幾乎全滅。
猿吾（Engo）
配音：荒井勇樹（日本）；鍾少庭（台灣）
第2特殊消防隊中隊長。在地下實驗設施共同調查作戰與第8隊的火繩同組，其中隊全滅。
影梨（Kagenashi）
第2特殊消防隊中隊長。在地下實驗設施共同調查作戰與第8隊的環同組，其中隊全滅（武能登除外）。
大華（Obana）
配音：若林佑（日本）；鈕凱暘（台灣）
第2特殊消防隊中隊長。在地下實驗設施共同調查作戰與第8隊的利希特同組，其中隊全滅。
喬納斯
配音：白石兼斗（日本）；林谷珍（台灣）
第2特殊消防隊員。在地下實驗設施共同調查作戰中，立了死亡旗標死亡。
安東
配音：Silkroad(魚團)（日本）；鍾少庭（台灣）
第2特殊消防隊員。在地下實驗設施共同調查作戰中，立了死亡旗標死亡。

#### 第3特殊消防隊
灰島重工掌握的組織，用「點數」獎勵消防官，有研究價值的焰人點數較高，因此消防官的價值觀有點扭曲，且有部分成員也是傳道者的臥底成員。
Dr.喬凡尼
第3特殊消防隊大隊長。參照「Dr.喬凡尼」。

#### 第4特殊消防隊
是由一般消防隊改制的組織，直屬消防廳，所以訓練學校的教官也是由第四隊的中隊長擔任。
蒼一郎海牙（Soichiro Hague）
配音：長（日本）；鈕凱暘（台灣）
第4特殊消防隊大隊長。無能力者，擅長利用繩索來戰鬥，有喜愛火焰並觀察、承受其攻擊並分析等癖好。曾在一場大火災裡被鬼抓傷臉後產生安德拉連結。與自稱「屠殺者」的白衣人戰鬥後被殺害。
帕特·柯·帕恩（Pat Koh Phan）
配音：小野大輔（日本）；林谷珍（台灣）
第4特殊消防隊繼任大隊長，也是附屬訓練學校的教官。30歲，身高179公分，生日2月20日。
第三世代能力者，能力為賦予強化Buff，包括耐熱程度、火力、肌力等。似乎懶得把哨子拿下而用嗶嗶代替說話，是他學生的人似乎才聽得懂。
歐棍·蒙哥馬利（Ogun Montgomery）
配音：古川慎（日本）；鄒韋（台灣）
第4特殊消防隊二等消防員。17歲，身高175公分，生日3月3日。
第三世代能力者，能力為「約魯巴烙印」，可以凝聚火焰短劍或以火焰在身上形成紋路以短暫獲得媲美班茲的威力。森羅的朋友，是他那一屆第一名畢業。
火鱗佐佐木
配音：坂田將吾（日本）；鈕凱暘（台灣）
第4特殊消防隊二等消防員。第三世代能力者，能力為製造出鱗片外型的火焰盾牌。

#### 第5特殊消防隊
名義上以東京軍隊為中心，但實際由灰島重工掌握實權。
公主火華（Princess Hibana）
配音：Lynn（日本）；傅暐霖（台灣）
第5特殊消防隊大隊長。20歲，身高169公分，生日3月3日。
第三世代能力者，能操作溫度使人產生熱中暑與製造帶有火焰的櫻花樹，也能把火焰变成花朵供人观赏。瞳孔特徵為浅蓝瞳中带粉色四葉草，但会随着心境变化改编瞳孔中的形状（如喜欢森罗时会变成心形）。
早期曾與愛麗絲待在聖拉夫魯斯修道院，被包含愛麗絲在內的其他年幼修女當作姊姊仰慕，常常操作火焰表演給其他修女看。以前跟在修道院作為修女每天祈禱著，然而除了愛麗絲以及唯一不認真的自己，其他修道院的修女們都因為自燃現象而死。見到比自己還虔誠的好人還死於非命，於是放棄信仰，對火焰加以研究，並以研究成果向灰島重工換取大隊長的地位與研究資金，傾全力追尋人體自燃的真相。認為操作火焰並不是什麼太陽神所賜予的能力，而是惡魔本身，於是認為身為能力者的自己就該像惡魔一樣為達目的不擇手段。最后与森羅一战时被说服打動而开始喜歡他，并常与第8队合作提供情报。
透岸理（Toru Kishiri）
配音：河西健吾（日本）；林谷珍（台灣）
第5特殊消防隊隊員。第三世代能力者，充分應用爆燃現象也使用內含爆炸性物質的泡泡糖炸彈作為武器。
性格吊兒郎當，最初瞧不起第8消防隊隊員，但第8消防隊突襲時被火繩的能力擊敗。之後火華主動投降並協助第8消防隊聯合調查第1消防隊所暗藏的事，其態度也开始改善並主動與第8隊的茉希、森羅與亞瑟以及第2隊的武合作一同調查。
第5天使們3
配音：石上静香、森奈奈子、大地葉、東內麻里子（日本）；李明幸、傅暐霖（台灣）
以第5特殊消防隊的女隊員構成的特別隊伍，主成員以第二與第三世代能力者為主，但战力一般。因名稱的“3”會讓人誤會是有“3”位女隊員，但實際女隊員數為“12”位。
德山
配音：大塚剛央（日本）；鍾少庭（台灣）
第5特殊消防隊小隊長。

#### 第6特殊消防隊
醫療能力特化的消防隊，因為皇國的醫療只能由聖陽教會進行，所以和第一大隊一樣是隸屬教會的組織。
火代子黃（Kayoko Huang）
配音：大原沙耶香（日本）；李明幸（台灣）
第6特殊消防隊大隊長。第三世代能力者，能力為「焰蛇」，通過操縱焰蛇治療創傷、疾病等症狀，若對象為能力者則能利用其火焰加速治療。
淺子·海牙（Asako Hague）
配音：金元壽子（日本）；傅暐霖（台灣）
第6特殊消防隊中隊長。第二世代能力者。第四大隊大隊長的孫女。

#### 第7特殊消防隊
原本是自備團的淺草打火隊，並由當時就是第4大隊長蒼一郎海牙傳遞皇王的旨示納為第七。
新門紅丸（Shinmon Benimaru）
配音：宮野真守（日本）；鍾少庭（台灣）
第7特殊消防隊大隊長。22歲，身高170公分，生日2月20日。
綽號為「淺草的破壞王」，第七大隊通稱少主。是同時為第二世代及第三世代的煉合消防官，被稱為是「最強消防官」，也是继相模屋紺爐之后第二位战胜鬼的消防官。皇國名「紅丸新門」，原國主義者，對皇國及太陽神無忠誠心，只為了守護自己的街道‧淺草的人們行動。瞳孔特徵右眼為圓、左眼為叉。討厭吃甜食，喝一點酒笑容就停不下來。必殺技「居合手刀」，能以手型控制火焰。
受Joker邀請一同到聖陽教會教皇廳踢館。受到連大型動物都會立即暴斃的毒也都無事。第八隊在救援櫻備過程中陷入危機時出手相助，為了隱瞞身分而自稱「Moonlight假面」。
「居合手刀」為前棟樑新門火缽所傳授，分別為第壹式「火月」、第貳式「月光」、第參式「曙」、第肆式「赤日」、第伍式「仄日」、第陸式「倒景」及第柒式「日輪」。
相模屋紺爐（Sagamiya Konro）
配音：前野智昭（日本）；鈕凱暘（台灣）
第7特殊消防隊中隊長。38歲，身高188公分，生日5月6日。
第三世代能力者，能從肩膀發出火焰，劍術高超。曾在2年前與鬼(類分身靈)戰鬥使用大招「紅月」并取得胜利，成为第一位战胜鬼的消防官。但其中反覆超過「起火極限」而罹患身體炭化的「灰病」，戰鬥時鼻子被鬼的角劃傷而產生「安德拉連結」。与新門紅丸关系密切，常对其进行鼓励开导。
日光＆日影（Hinata&Hikage）
配音：赤尾光〈日光＆日影〉（日本）；傅暐霖〈日光〉＆李明幸〈日影〉（台灣）
第7特殊消防隊，兩人雙胞胎姊妹，兩人長得一模一樣，只有瀏海不一樣，日光為右分，日影為左分。外表可愛、喜歡甜食，但受到紅丸的影響，嘴巴變得很惡劣。第三世代能力者，將火炎包覆全身，變為狐狸的樣貌，提升速度與跳躍力。
新門火缽
原淺草消防隊棟樑，紅丸與紺爐的師傅。化為鬼出現在第1特殊消防隊面前，並與紅丸展開戰鬥，最後被紅丸使出的第柒式「日輪」打敗，並在死前認可了紅丸。

### 傳道者一派
與「焰人」事件有關，充滿謎團的集團。遵循「傳道者」的意志，在各地施放蟲以尋找適應者以增加同伴並製造焰人。最終目的為再次引發大災害，讓地球化為第二顆太陽。目前正在聚集8個擁有安德拉爆炎的能力者（8柱）。
傳道者
擁有安德拉連結的人才看得到的女性，白衣人勢力的神一般的存在，能做加持給人柱。目的是舉行恐怖又神秘的行動，讓土地充滿火焰破壞一切。於後續揭露其本身是人類集體潛意識形成的存在。

#### 柱
「安德拉爆炎」能力的持有者。
天照（Amaterasu）
配音：M·A·O（日本）；李明幸（台灣）
「第一柱」。目前似乎為永久式火力發電廠「天照」的能量來源。長得像愛麗絲的女人，討厭人類，曾利用安德拉連結操控森羅。
蒿梅雅（Haumea，台灣Animax譯名：妊神星）
配音：釘宮理惠（日本）；李明幸（台灣）
「第二柱」。17歲，身高163公分，生日2月18日。第三世代能力者，能力為操控電漿，可藉此操縱焰人和精神狀態較差的人。將也使用電漿為武器的亞瑟視為自己的剋星。
個性惡劣且做事不顧後果，對待同伴亦十分差。十二年前感知到象的安德拉爆炎，奪取象時引起日下部家火災，將母親變成鬼並把嬰兒的象帶走。從出生起就與人類的集體潛意識（安德拉）連結在一起，並不斷接收到人類最深層漆黑的想法。
象日下部（Sho Kusakabe）
配音：坂本真綾（日本）；李明幸（台灣）
「第三柱」，「灰焰騎士團」團長。13歲，身高145公分，生日12月25日。第三世代能力者，在「傳道者」的加持下透過安德拉爆炎干涉宇宙膨脹的熱能，進而干涉時間。因「安德拉」開始靠近現實世界，已不需傳道者的加護也能停止時間。
森羅的弟弟，在十二年前以為他（1歲）跟母親死於火災當中，但在消防員新人大會中被Joker告知他還活著。在地下基地和森羅對決時，取回記憶與情感。但之後又受蒿梅雅影響而回到灰焰騎士團團長的姿態。後從第一隊隊長口中得知，十二年前嬰兒時期的象所有的安德拉爆炎的能力被蒿梅雅察覺，母親則遭植入蟲變成「鬼」，並接受蒿梅雅命令而帶走象，自幼接受洗腦而變成灰焰騎士團團長。於大災害實行之際與亞羅脫離傳道者，並調查自己的家世。
因果春日谷（Inca Kasugatani）
配音：島袋美由利（日本）；傅暐霖（台灣）
「第五柱」。16歲，身高160公分，生日11月9日。
第三世代能力者，能看見火焰的流向，氣味化為的線條，並且揮動指頭的地方就會有火焰，後期更成長出些微預知未來的能力，在成為「柱」之前，利用自己的特殊能力在火災時趁火打劫。
個性古怪，崇尚危險的生活，認為只有在危險之中才能感受自己的生命，且成為第五柱後更認為看見別人失去生命更能體會自己生命的寶貴。是由第一柱所預測到的「第五柱」，被消防隊與騎士團盯上，但是選擇了能給予自己危險刺激的騎士團，等著森羅主動來找她。
炭隸修女（Sister Sumire）
配音：所河ひとみ（日本）
「第七柱」。聖拉夫魯斯修道院修女長，於兩百多年前的大災害之日之前因不明原因存活至今。她以修道院為幌子，培育蟲、製造人柱，烈火也是被培育者之一，並將當時逝去於火災的孩子們變成鬼。第三世代能力者，能力為「顫抖」，靠打冷顫的抖動產生熱能，並增幅熱能轉成運動能量再引發超震動。

#### 守護者
「柱」的守護者。
卡龍（Charon，台灣Animax譯名：卡戎）
配音：安元洋貴（日本）；鄒韋（台灣）
「第二柱」蒿梅雅的守護者。28歲，身高202公分，生日6月22日。第二世代能力者，將受到攻擊的運動能量蓄積於體內轉化熱能量再釋放攻擊，承受抗打性極高，即使不使用特殊能力也有很强的格斗技术，一度在战力上碾压森罗。
從蒿梅雅還小就一起行動，每次都會頻繁回問確認，讓蒿梅雅生氣。十分重視自己身為「守護者」的使命，即使身為敵人，但在哪吒失控時，保護差點被攻擊且身為人柱的森羅，並將哪吒的熱射線彈上月球表面，讓月球炸出了明顯的大洞。
亞羅（Arrow）
配音：內山夕實（日本）；李明幸（台灣）
「第三柱」象的守護者兼「灰焰騎士團」首席副團長。瞳孔特徵為箭頭，24歲，身高169公分，生日12月20日。第三世代能力者，以火焰為弓箭進行攻擊，一般人難以改變火焰弓箭發出的軌跡。
在烈火被森羅擊敗後負責將其滅口、同時並貫穿火炎的右臂。於地下一戰中與火繩戰鬥最後被其擊倒，後臉上留下一道傷疤。搶奪第六柱時，暫時為蒿梅雅的守護者保護她。於大災害實行之際與象脫離傳道者，並協助象調查其家庭背景。
律（Ritsu，台灣Animax譯名：利茲）
配音：大久保瑠美（日本）；李明幸（台灣）
「第五柱」因果的守護者。22歲，身高165公分，生日2月22日。能力為「死靈之火」，能將死人變為焰人操控，在各地製造巨大的鬼。
在第8與第2調查地下作戰中將許多被殺的第2隊員化為焰人，並計畫讓焰人自爆以毀滅東京皇國核心，最終被尾瀨兄妹倆能力協力後阻止。

#### 屠殺者
傳道者一派的戰鬥員，擁有獨自將鬼鎮魂的強大力量。
GOLD
配音：日笠陽子（日本）
第三世代能力者，能將熱能灌注到黃金護手甲上產生磁力，進而控制金屬。最終被第8隊聯合擊敗。
DRAGON
配音：相澤正輝（日本）
第三世代能力者，能吐出高熱的火焰氣息，也能使自身化為外型像龍的「鬼」。
STREAM
配音：川田紳司（日本）
第三世代能力者，利用火焰發生的氣流產生龍捲風或塵捲風來進行攻擊。最終被亞瑟秒殺。
FRACTURE
配音：松風雅也（日本）

#### 灰焰騎士團
約拿（Yona）
配音：松岡禎丞（日本）；鈕凱暘（台灣）
「灰焰騎士團」游擊隊。瞳孔特徵為超粗圓體Ａ字，有著鋒利的鼻子，連紙都能割開。能將人的外貌做改變，自己的臉似乎也加工過。在250年前偽裝聖陽教教祖拉夫魯斯一世並創立聖陽教會，目前因不明原因而存活至今。
哈蘭（Haran）
配音：山本格（日本）；林谷珍（台灣）
「灰焰騎士團」團員。跟著亞羅和約拿行動，當被亞瑟逼到絕境，主動食用蟲變成「鬼」，最終被紅丸解決。
福萊魯（Flail）
配音：乃村健次（日本）；林谷珍（台灣）
「灰焰騎士團」團員。第三世代能力者，能力為「流星錘」。偽裝成第三特殊消防隊隊員，受Dr.喬凡尼指示殺死伏爾甘，於地下一戰被茉希擊倒。
米拉奇（Mirage）
配音：千葉進步（日本）；鍾少庭（台灣）
「灰焰騎士團」團員。第三世代能力者，能力為「陽炎」，發出炎熱的霧氣，甚至能使出幻覺。偽裝成第三特殊消防隊隊員，受Dr.喬凡尼指示殺死伏爾甘，於地下一戰被亞瑟擊倒。
阿薩魯特（Assault）
配音：小林親弘（日本）；鈕凱暘（台灣）
「灰焰騎士團」殲滅特化兵·原屠殺者。第三世代能力者，能於前臂凝聚導彈外形的火炎，被稱為「血之炎彈」。28歲，身高182公分，生日5月5日。
於地下一戰對上環時，因自身過於純情而被她的“容易被吃豆腐的體質”影響難以攻擊，被環與愛麗絲聯手打暈。後為打倒環而做各式各樣的“修行”，即通过大量阅览色情内容及出入风俗店等方式訓練抵抗色氣的能力，但屡战屡败。最后認為無論怎樣鍛鍊都不可能打倒環，因為已經喜歡上她了。

#### 紫煙騎士團
於第2特殊消防隊與第8特殊消防隊的地下實驗設施共同調查作戰時出現阻攔並殺害大量第2特殊消防隊隊員。成員有四位，首次登場時同時披掛蒙面，由守護者律一同被介紹亮相。其中一位成員(無掛名)與蠍子同行時，相繼被第2特殊消防大隊長秒殺。
大蛇（Orochi）
配音：伊藤靜（日本）；李明幸（台灣）
身材豐滿的短髮女性。第三世代能力者，能力為「梅杜莎之鞭」，以火焰凝聚複數鞭子，攻守皆可。被瘋狂狀態下的武能登以火焰原子彈零距離擊殺。
艾昂（Iron）
配音：間宮康弘（日本）；林谷珍（台灣）
身材健碩的男性。第三世代能力者，能力為「麻田散鐵」，透過反覆加熱體內鐵質令身體擁有鋼鐵般硬度。但為活動無法硬化關節而被火繩狙擊。
蠍子（Sasori）
配音：江越彬紀（日本）；鍾少庭（台灣）
第三世代能力者。因小看身為無能力者的櫻備而被擊倒。

#### 災害隊
全名「大災害執行特化部隊」，負責引發大災害。
菲雅利（フェアリー）
配音：三瓶由布子（日本）
災害隊隊長。第三世代能力者，雖然不是人柱但能操控「安德拉爆炎」，能夠給構成物體的原子進行加熱，並用「安德拉爆炎」增加質量，進而操控引力。

#### 消防隊臥底
烈火星宮（Rekka Hoshimiya）
配音：關智一（日本）；鈕凱暘（台灣）
原「第1特殊消防隊」中隊長·神父。瞳孔特徵為星星，個性熱血。第三世代能力者，能以拳發出火焰。23歲，身高175公分，生日6月21日。
實際為傳道者一派，四處將「蟲」植入正常人變成焰人，尋找能承受「蟲」不變為焰人的「適合者」。在被森羅打敗並打算燒光大家時，被卡力姆的能力活體冰凍，但是被亞羅為滅口而射出的光箭貫穿胸膛逝去。
Dr.喬凡尼（Dr.Giovanni）
配音：青山穣（日本）；鈕凱暘（台灣）
原「第3特殊消防隊」大隊長。戴著瘟疫醫生面具。第二世代能力者，能力為用火焰操控機械手臂作戰。
實際為傳道者一派，曾是伏爾甘祖父的弟子，在伏爾甘的祖父、父親去世後立刻加入灰島重工。研究安德拉的蟲後獲得各種蟲類的能力。

### 教皇廳
拉夫魯斯三世（Raffles III）
配音：島田敏（日本）；鄒韋〈第1季〉→林谷珍〈第2季〉（台灣）
東京皇國的現任皇王。召開緊急大隊長會議，下令將白衣人視為叛教者並討伐。

### 灰島重工
東京皇國最大的公司，幾乎壟斷所有的企業，全國約70%的人從事職業都與灰島有關。負責開發特殊消防隊的所有裝備，對消防隊的發言力極大。
葛雷歐灰島（Gleo Haijima）
配音：飛田展男（日本）；鈕凱暘（台灣）
灰島重工社長，認為犧牲一人換取全皇國利益是應該的。曾因利希特過於好奇且知道太多機密下達滅口令，後也以其性命要脅與第八消防隊合作。
優一郎黑野（Yuichirou Kurono）
配音：櫻井孝宏（日本）；林谷珍（台灣）
灰島重工能力開發研究所主任暨負責人，通稱「死神」。第三世代能力者，被稱為「最狂工作者」。整個右手患有灰病而碳化，但仍以之戰鬥，將碳化手臂產生的灰加以控制，可迷惑敌人，也可凝聚武器进行攻击，甚至可以让灰进入敌人体内让其灼烧致死。29歲，身高177公分，生日9月6日。
戰鬥力極高，無論與騎士團抑或消防隊戰鬥都遊刃有餘，但喜歡虐待小孩、欺負弱者，當遇上無法輕易打敗的對手會尋找更弱的目標。為哪吒的訓練對象，在森羅被灰島重工收養時曾見過他。
哪吒孫（Nataku Son）
配音：田村睦心（日本）；李明幸〈第1季〉→傅暐霖〈第2季〉（台灣）
由烈火所植入「蟲」而覺醒的孩子，為灰島重工的實驗體。第三世代能力者，能力為「污染的想像力」，可以放出帶有幅射的射線。覺醒了安德拉爆炎，為因果後的「第六柱」。11歲，身高142公分，生日7月9日。
被家人、烈火星宮的幻影和灰島重工研究員的期待壓倒，在蒿梅雅的能力下暴走，轟出威力巨大到一旦直擊便會造成直徑500km的坑洞而毀滅整個東京皇國的核融射線，其後由卡龍吸收射線並彈向月球解決危機，並受黑野不用變強的話安撫後穩定下來。
主天使的大姐姐／人偶操縱師
配音：早見沙織（日本）；李明幸（台灣）
灰島重工能力開發研究所的職員，負責教育尚未了解自身能力的孩子。第三世代能力者，能力為操縱名為「主天使（聲：堀總士郎）」的人偶。
大黑
配音：石田彰（日本）
灰島重工部長，黑野的直屬上司。無能力者，是灰島史上最快升到領導位置的年輕幹部。性格惡劣，也沒有領導風範，但在工作上總能拿出超乎完美的成績。

### 東京皇國軍
暖郎尾瀨（Danro Oze）
配音：稻田徹（日本）；鄒韋（台灣）
原東京皇國軍中將，現為統合治安作戰部大將，被稱為「皇國的仁王」，茉希的父親。
圓尾瀨（Madoka Oze）
配音：久川綾（日本）；傅暐霖（台灣）
東京皇國軍統合治安作戰部大將之妻，茉希的母親。
瀧義尾瀨（Takigi Oze）
配音：小野友樹（日本）；鈕凱暘（台灣）
東京皇國軍刑事科中尉，茉希的兄長。第二世代能力者。跟隨第8隊參與地下實驗設施共同調查作戰，認為火繩誘騙自己的妹妹到危險的前線，因而討厭火繩。

### 聖拉夫魯斯修道院
火華與愛麗絲成長的修道院，於「大量修女人體起火事件」中被焚毀。以植物名替修女們命名。
炭隸修女
請參照炭隸修女。
鐵線蓮修女（Sister Clematis）
櫻修女（Sister Sakura）

### 親屬相關者
萬里日下部
配音：川澄綾子（日本）；傅暐霖（台灣）
森羅的母親。在十二年前因象覺醒安德拉爆炎而受影響變成鬼，並被蒿梅雅操控將象帶到傳道者之處，目前位在異界安德拉。經象調查發現為「處女懷孕」，但調查結果被聖陽教會掩蓋。原姓阿部，因家人不相信其為處女懷孕，因此被逐出家門並改姓。從蒿梅雅口中得知其真實身份是傳道者的分身。
亞瑟的父親
配音：濱田賢二（日本）；鄒韋（台灣）
亞瑟的母親
配音：豐口惠（日本）；李明幸（台灣）

### 中華半島
以於東京皇國本島以西海峽另一端的半島，可算是除東京皇國以外另一個有人居住的地區，然而該半島只得一座稱為「新青島」之城鎮，亦有皇國軍隊駐守當地，城鎮以外的地區都是充滿令人發狂的地下氣體及鬆軟地質地帶，而且世界地圖所示的錯位地區亦是亞多拉爆裂數值較高之位置。
原型為山東半島及該半島上最大城市青島市
黑袍女
配音：種崎敦美（日本）；李明幸（台灣）
修復以及提供御神體為人柱的女性，曾是人柱。教會像鐵鍬、八咫等部分動物語言，與森羅產生連結請他守護森林並給他加持去打倒敵人。
鐵鍬
配音：伊藤健太郎（日本）；鈕凱暘（台灣）
居住在中華半島之樂園的鼴鼠。
八咫
配音：速水獎（日本）；林谷珍（台灣）
居住在中華半島之樂園的烏鴉。
坦佩
配音：堀秀行（日本）；鄒韋（台灣）
奪取樂園地盤的焰人。

### 遼西半島實驗島
- 主條目的：遼西試驗戰

- 根據地:人工別墅天照

- 研究項目:

1. 安德拉之炎
2. 死氣之火
3. 養殖場
4. 武器試驗戰：
  1. 量子雷射實驗
  2. 世界蛇
  3. 索列姆(極機密)
  4. 生物兵器(神獸級)
5. 土法鍊鋼

### 其他角色
Joker
配音：津田健次郎／畠中祐〈青年〉／藤原夏海〈少年〉（日本）；鄒韋〈通常、青年〉／李明幸〈少年〉（台灣）
神秘男子，本名不明。28歲，身高183公分，生日6月14日。不明世代的能力者，可以操控火焰與煙霧。
與第一大隊的班茲大隊長是舊識，曾與他從因安德拉連結看到地獄而燒焦左眼。與森羅多次接觸並提供其弟弟之情報。過去曾是聖陽教會暗部「聖陽之影」成員，原代號「52」。因富有天分而遭打壓，叛教後成為通緝犯，試圖顛覆皇國。
節男宮本（Setsuo Miyamoto）
配音：山本兼平（日本）；鄒韋（台灣）
原為數年前犯下連續殺人事件的普通消防官，被法官以精神異常而無罪釋放後焰人化，焰人化後能保持自我。第5隊接收後被投擲藥劑而增強火力，在與第8隊的戰鬥中被亞瑟斬殺。
優（You）
配音：千葉翔也（日本）；李明幸（台灣）
以伏爾甘弟子自居的少年。差點被焰人化的節男宮本襲擊時被森羅所救。

## 出版書籍

### 單行本
| 卷數 | 講談社         | 講談社                                        | 東立出版社     | 東立出版社                           | 博集天卷  | 博集天卷               |
| 卷數 | 發售日期       | ISBN                                          | 發售日期       | EAN / ISBN                           | 發售日期  | ISBN                   |
| ---- | -------------- | --------------------------------------------- | -------------- | ------------------------------------ | --------- | ---------------------- |
| 1    | 2016年2月17日  | ISBN 978-4-06-395567-5                        | 2016年6月20日  | EAN 471-094-554-831-9                | 2022年7月 | ISBN 978-7-5726-0683-0 |
| 2    | 2016年4月15日  | ISBN 978-4-06-395646-7                        | 2016年7月15日  | ISBN 978-986-470-385-2               | 2022年7月 | ISBN 978-7-5726-0683-0 |
| 3    | 2016年6月17日  | ISBN 978-4-06-395698-6                        | 2016年8月17日  | ISBN 978-986-470-545-0               | 2022年7月 | ISBN 978-7-5726-0683-0 |
| 4    | 2016年8月17日  | ISBN 978-4-06-395736-5                        | 2016年10月19日 | ISBN 978-986-470-871-0               | 2022年7月 | ISBN 978-7-5726-0683-0 |
| 5    | 2016年10月17日 | ISBN 978-4-06-395777-8                        | 2017年1月6日   | ISBN 978-986-462-918-3               | 2022年7月 | ISBN 978-7-5726-0683-0 |
| 6    | 2016年12月16日 | ISBN 978-4-06-395823-2 ISBN 978-4-06-358843-9 | 2017年2月8日   | ISBN 978-986-482-542-4               | 2022年7月 | ISBN 978-7-5726-0684-7 |
| 7    | 2017年2月17日  | ISBN 978-4-06-395869-0                        | 2017年6月8日   | ISBN 978-986-482-804-3               | 2022年7月 | ISBN 978-7-5726-0684-7 |
| 8    | 2017年4月17日  | ISBN 978-4-06-395916-1                        | 2017年7月5日   | ISBN 978-986-486-136-1               | 2022年7月 | ISBN 978-7-5726-0684-7 |
| 9    | 2017年6月16日  | ISBN 978-4-06-395958-1                        | 2017年8月11日  | ISBN 978-986-486-512-3               | 2022年7月 | ISBN 978-7-5726-0684-7 |
| 10   | 2017年8月17日  | ISBN 978-4-06-510113-1                        | 2017年10月4日  | ISBN 978-986-486-712-7               | 2022年7月 | ISBN 978-7-5726-0684-7 |
| 11   | 2017年11月17日 | ISBN 978-4-06-510397-5                        | 2018年1月18日  | ISBN 978-957-26-0178-5               | 2025年    | ISBN 978-7-5726-1844-4 |
| 12   | 2018年1月17日  | ISBN 978-4-06-510761-4                        | 2018年3月30日  | ISBN 978-957-26-0637-7               | 2025年    | ISBN 978-7-5726-1844-4 |
| 13   | 2018年4月17日  | ISBN 978-4-06-511245-8                        | 2018年6月19日  | ISBN 978-957-26-1147-0               | 2025年    | ISBN 978-7-5726-1844-4 |
| 14   | 2018年8月17日  | ISBN 978-4-06-511615-9                        | 2018年11月2日  | ISBN 978-957-26-1725-0               | 2025年    | ISBN 978-7-5726-1844-4 |
| 15   | 2018年11月16日 | ISBN 978-4-06-513252-4                        | 2019年2月21日  | ISBN 978-957-26-2205-6               | 2025年    | ISBN 978-7-5726-1844-4 |
| 16   | 2019年4月17日  | ISBN 978-4-06-514878-5 ISBN 978-4-06-515674-2 | 2019年7月19日  | ISBN 978-957-26-3240-6               |           |                        |
| 17   | 2019年7月17日  | ISBN 978-4-06-515081-8                        | 2019年12月2日  | ISBN 978-957-26-3799-9               |           |                        |
| 18   | 2019年8月16日  | ISBN 978-4-06-515309-3                        | 2020年1月14日  | ISBN 978-957-26-4026-5               |           |                        |
| 19   | 2019年9月17日  | ISBN 978-4-06-516449-5                        | 2020年2月27日  | ISBN 978-957-26-4188-0               |           |                        |
| 20   | 2019年10月17日 | ISBN 978-4-06-517158-5                        | 2020年4月16日  | ISBN 978-957-26-4390-7               |           |                        |
| 21   | 2019年12月17日 | ISBN 978-4-06-518063-1 ISBN 978-4-06-518064-8 | 2020年5月18日  | ISBN 978-957-26-4857-5               |           |                        |
| 22   | 2020年3月17日  | ISBN 978-4-06-518779-1                        | 2020年8月11日  | ISBN 978-957-26-5104-9               |           |                        |
| 23   | 2020年5月15日  | ISBN 978-4-06-518848-4                        | 2020年9月21日  | ISBN 978-957-26-5329-6               |           |                        |
| 24   | 2020年7月17日  | ISBN 978-4-06-520105-3                        | 2020年10月26日 | ISBN 978-957-26-5621-1               |           |                        |
| 25   | 2020年9月17日  | ISBN 978-4-06-520595-2 ISBN 978-4-06-521156-4 | 2021年2月22日  | ISBN 978-957-26-5842-0               |           |                        |
| 26   | 2020年11月17日 | ISBN 978-4-06-521279-0                        | 2021年4月23日  | ISBN 978-957-26-6121-5               |           |                        |
| 27   | 2021年2月17日  | ISBN 978-4-06-522169-3                        | 2021年9月6日   | ISBN 978-957-26-6680-7               |           |                        |
| 28   | 2021年4月16日  | ISBN 978-4-06-522882-1                        | 2021年10月22日 | ISBN 978-957-26-6950-1               |           |                        |
| 29   | 2021年6月17日  | ISBN 978-4-06-523577-5                        | 2022年2月24日  | ISBN 978-957-26-7282-2               |           |                        |
| 30   | 2021年8月17日  | ISBN 978-4-06-524488-3                        | 2022年3月24日  | ISBN 978-957-26-7672-1               |           |                        |
| 31   | 2021年10月15日 | ISBN 978-4-06-525138-6                        | 2022年5月13日  | ISBN 978-957-26-8036-0               |           |                        |
| 32   | 2021年12月17日 | ISBN 978-4-06-526283-2                        | 2022年7月29日  | ISBN 978-957-26-8401-6               |           |                        |
| 33   | 2022年3月17日  | ISBN 978-4-06-526890-2                        | 2022年9月1日   | ISBN 978-957-26-9025-3               |           |                        |
| 34   | 2022年5月17日  | ISBN 978-4-06-528055-3                        | 2022年11月14日 | ISBN 978-957-26-9957-7（首刷附錄版） |           |                        |

### 小說
绿川圣司著。
| 卷數 | 標題 | 標題                 | 講談社         | 講談社                 | 人民文学出版社 | 人民文学出版社         |
| 卷數 | 標題 | 標題                 | 發售日期       | ISBN                   | 發售日期       | ISBN                   |
| ---- | ---- | -------------------- | -------------- | ---------------------- | -------------- | ---------------------- |
| 1    |      | 英雄的登场           | 2020年3月11日  | ISBN 978-4-06-518748-7 | 2022年3月      | ISBN 978-7-02-015235-3 |
| 2    |      | 神秘的白衣           | 2020年6月10日  | ISBN 978-4-06-519961-9 | 2022年3月      | ISBN 978-7-02-014805-9 |
| 3    |      | 最强消防官——新门红丸 | 2020年9月16日  | ISBN 978-4-06-520645-4 | 2022年3月      | ISBN 978-7-02-015234-6 |
| 4    |      |                      | 2020年12月16日 | ISBN 978-4-06-521693-4 |                |                        |
| 5    |      |                      | 2021年3月10日  | ISBN 978-4-06-522511-0 |                |                        |
| 6    |      |                      | 2021年6月16日  | ISBN 978-4-06-523539-3 |                |                        |

### 其他
| 標題       | 講談社         | 講談社                 |
| 標題       | 發售日期       | ISBN                   |
| ---------- | -------------- | ---------------------- |
| （角色書） | 2020年12月17日 | ISBN 978-4-06-521803-7 |

## 電視動畫
2018年11月14日宣布製作電視動畫，由david production製作。第1期於2019年7月至12月播放，並於2019年7月5日在每日放送「Super Animeism」時段首播，其中因京都動畫縱火案事故，第3話及往後集數均順延一週播出。在播出第1期最終話後宣布製作第2期動畫，並於2020年7月至12月播放。2022年5月17日宣布第3期動畫製作確定，分為兩部分播出，上半部於2025年4月播出，下半部預定於2026年1月播出。

## 舞台劇
舞台「炎炎消防隊」於2019年12月18日發表，並於2020年7月至8月在大阪和神奈川上演。
第二彈舞台「炎炎消防隊」-破壞之華、創造之音- 於2022年1月於橫濱上演，大阪公演因Covid-19疫情而中止。
第三彈舞台「炎炎消防隊」-從地下奪還- 森羅日下部一角改由石川凌雅擔任，並於2022年9月、10月在東京及京都上演。

### 公演列表
|       | 公演標題                               | 公演日期                | 公演場地                       |
| ----- | -------------------------------------- | ----------------------- | ------------------------------ |
| 第1彈 | 舞台「炎炎消防隊」                     | 2020年7月31日 - 8月2日  | 梅田藝術劇場Theater Drama City |
| 第1彈 | 舞台「炎炎消防隊」                     | 2020年8月7日 - 9日      | KT Zepp Yokohama               |
| 第2彈 | 舞台「炎炎消防隊」-破壞之華、創造之音- | 2022年1月18日 - 23日    | KT Zepp Yokohama               |
| 第2彈 | 舞台「炎炎消防隊」-破壞之華、創造之音- | 2022年1月27日 - 30日    | Sankei Hall Breeze             |
| 第3彈 | 舞台「炎炎消防隊」-從地下奪還-         | 2022年9月17日 - 25日    | Sunshine Theatre               |
| 第3彈 | 舞台「炎炎消防隊」-從地下奪還-         | 2022年9月29日 - 10月2日 | 京都劇場                       |
| 第4彈 | 舞台「炎炎消防隊」-第五柱-             | 2023年3月24日 - 26日    | Mielparque Hall大阪            |
| 第4彈 | 舞台「炎炎消防隊」-第五柱-             | 2023年3月29日 - 4月2日  | 天王洲銀河劇場                 |

### 演員
|                | 第1彈      | 第2彈      | 第3彈        | 第4彈      |
| -------------- | ---------- | ---------- | ------------ | ---------- |
| 森羅日下部     | 牧島輝     | 牧島輝     | 石川凌雅     | 石川凌雅   |
| 亞瑟・波義耳   | 小澤廉     | 横田龍儀   | 横田龍儀     | 横田龍儀   |
| 秋樽櫻備       | 君澤由紀   | 君澤由紀   | 伊萬里有     | 伊萬里有   |
| 武久火繩       | 馬場良馬   | 馬場良馬   | 馬場良馬     | 髙崎俊吾   |
| 茉希尾瀬       | 星波       | 星波       | 長谷川里桃   | 長谷川里桃 |
| 愛麗絲         | 礒部花凜   | 礒部花凜   | 礒部花凜     | 市川美織   |
| 烈火星宮       | 小南光司   | -          | -            | -          |
| 卡力姆・福拉姆 | 校條拳太朗 | -          | -            | 關隼汰     |
| 火炎・李       | 安里勇哉   | -          | -            | -          |
| 環古達         | 早乙女優   | 早乙女優   | 早乙女優     | 早乙女優   |
| 李奧納多・班茲 | 萩野崇     | -          | 萩野崇       | -          |
| 象日下部       | 木津翼     | -          | 岩崎悠雅     | -          |
| 普林賽斯火華   | 野本螢     | -          | -            | -          |
| Joker          | 和泉宗兵   | 和泉宗兵   | -            | -          |
| 維克多・利希特 | -          | 田中涼星   | 菊池修司     | 菊池修司   |
| 伏爾甘・喬瑟夫 | -          | TAKA       | TAKA         | 松本岳     |
| 麗莎           | -          | 飯窪春菜   | 飯窪春菜     | -          |
| 優             | -          | 宮崎湧     | -            | -          |
| Dr.喬凡尼      | -          | 鵜飼主水   | 鵜飼主水     | -          |
| 約拿           | -          | 河原田巧也 | -            | -          |
| 亞羅           | -          | 佐倉花憐   | 佐倉花憐     | -          |
| 相模屋紺爐     | -          | 鄉本直也   | -            | -          |
| 新門紅丸       | -          | 佐藤流司   | -            | -          |
| 蒿梅雅         | -          | -          | 田上真里奈   | 田上真里奈 |
| 卡龍           | -          | -          | 稻垣成彌     | 稻垣成彌   |
| 阿薩魯特       | -          | -          | 山田詹姆斯武 | -          |
| 因果春日部     | -          | -          | -            | 七木奏音   |
| 帕特・柯・帕恩 | -          | -          | -            | 小波津亞廉 |
| 奧貢・蒙哥馬利 | -          | -          | -            | 飯山裕太   |
| 蒼一郎海牙     | -          | -          | -            | 松川真也   |

### 製作人員
- 演出：久保田唱
- 腳本：なるせゆうせい
- 音樂：三善雅己

## 外部連結
- MAGAMEGA － 炎炎消防隊 （页面存档备份，存于）漫畫官方網站 （日語）
- 炎炎消防隊／大久保篤 （页面存档备份，存于） （日語）－Magazine Pocket官網
- 舞台『炎炎消防隊』官方網站 （页面存档备份，存于） （日語）